# Карпати (зупинний пункт)
Карпа́ти — пасажирський зупинний пункт Ужгородської дирекції Львівської залізниці на електрифікованій лінії Стрий — Батьово між зупинними пунктами Пасіка та Чинадієво. Розташований поблизу санаторіїв «Карпати» та «Перлина Карпат» у Мукачівському районі Закарпатської області. Від санаторію зупинний пункт відділяє автошлях міжнародного значення М06 (Київ — Чоп). Перейти від платформи до курортної території є можливість через пішохідний перехід, проте більш безпечно скористатись надземним переходом.

## Історія
Зупинний пункт відкритий у 1953 році.
Поблизу зупинного пункту знаходиться санаторій «Перлина Карпат», який приймає пацієнтів з 1989 року цілий рік. Клімато-бальнеологічна здравниця пропонує широкий перелік лікувальних процедур, які ефективні при захворюваннях серця та судин, шлунка та кишечника, сечостатевої системи.

## Пасажирське сполучення

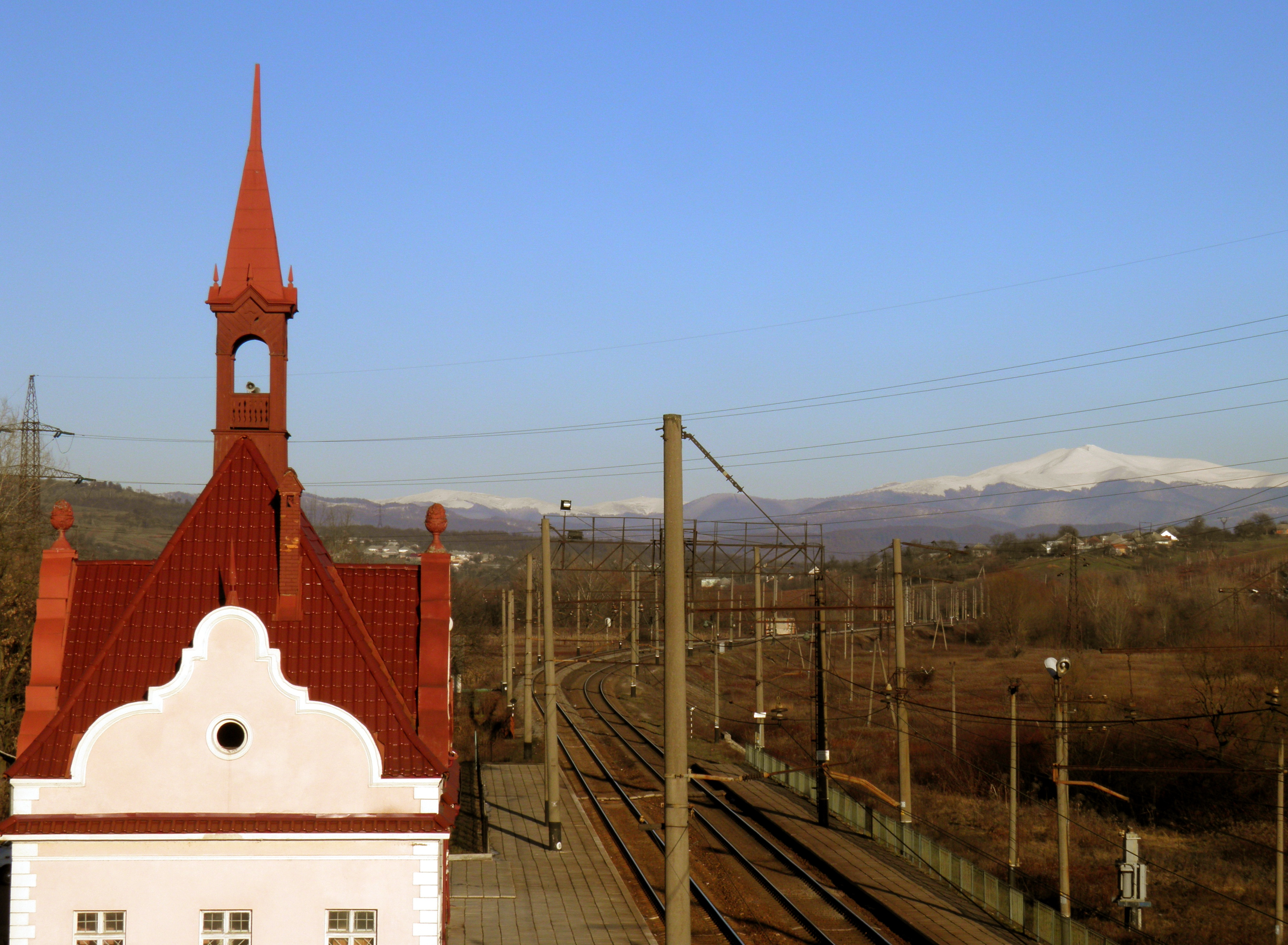
Краєвид на зупинний пункт Карпати

На зупинному пункті Карпати зупиняються приміські та регіональні поїзди, а також деякі поїзди далекого сполучення.
| Рух поїздів по станції Карпати | Рух поїздів по станції Карпати | Рух поїздів по станції Карпати                                                                            |
| №                              | Маршрут сполучення             | Періодичність курсування                                                                                  |
| Далеке сполучення              | Далеке сполучення              | Далеке сполучення                                                                                         |
| ------------------------------ | ------------------------------ | --- |
| 13/223 14/224                  | Київ — Солотвино / Ужгород     | Щоденно                                                                                                   |
| 37/38 «Біла Акація»            | Одеса — Ужгород                | Щоденно                                                                                                   |
| 39/40                          | Запоріжжя — Солотвино          | По непарним числам                                                                                        |
| 47/48                          | Запоріжжя — Мукачево           | По парним числам                                                                                          |
| 45/46                          | Харків — Ужгород               | По непарним числам                                                                                        |
| 81/82 «Десна»                  | Київ — Ужгород                 | Щоденно, в складі поїзда курсує група вагонів безпересадкового сполучення Ужгород — Кам'янець-Подільський |
| 265/266                        | Ковель — Ужгород               | По непарним числам                                                                                        |
| 827/828                        | Львів — Мукачево               | За особливим розкладом                                                                                    |
| 829/830                        | Львів — Ужгород                | Щоденно, крім вівторка (зворотно — крім середи)                                                           |
| Приміське сполучення           |                                | |
| 6501                           | Лавочне — Мукачево             | Щоденно                                                                                                   |
| 6502/6166                      | Чоп — Львів                    | Щоденно                                                                                                   |
| 6187                           | Львів — Мукачево               | Щоденно                                                                                                   |
| 6506                           | Мукачево — Стрий               | Щоденно                                                                                                   |
| 6189/6507                      | Львів — Чоп                    | Щоденно                                                                                                   |
| 6508                           | Мукачево — Лавочне             | Щоденно                                                                                                   |